# Championnat de Malaisie de football 1987
Navigation
Saison 1986 Saison 1988
La saison 1987 du Championnat de Malaisie de football est la sixième édition de la première division à Malaisie. Le championnat n'est en fait qu'une phase qualificative pour une compétition plus prestigieuse, la Coupe de Malaisie. Les dix-sept clubs engagés affrontent une seule fois leurs adversaires et seuls les huit premiers se qualifient pour la phase finale de la Coupe de Malaisie, disputée sous forme de matchs à élimination directe.
C'est le club de Pahang FA qui termine en tête du classement et qui remporte donc le titre officiel de champion de Malaisie. C'est le premier titre de l'histoire du club.
Deux équipes étrangères, une composée de joueurs brunéiens et une autre de joueurs de Singapour, participent également à la compétition.

## Les clubs participants
| - Singapour Lions - Penang FA - Kelantan FA - Kedah FA - Pahang FA - Selangor FA - Brunei FA - Kuala Lumpur FA - Sabah FA | - Johor FA - Melaka FA - Perlis FA - Sarawak FA - Negeri Sembilan FA - Terengganu FA - Perak FA - ATM FA |

## Compétition
Le barème de points servant à établir le classement se décompose ainsi :
- Victoire : 3 points
- Match nul : 1 point
- Défaite : 0 point

### Classement
| Rang | Équipe             | Pts | J  | G | N | P | Bp | Bc | Diff |
| ---- | ------------------ | --- | -- | - | - | - | -- | -- | ---- |
| 1    | Pahang FA          | 38  | 16 |   |   |   |    |    |      |
| 2    | Kuala Lumpur FAT   | 33  | 16 |   |   |   |    |    |      |
| 3    | Singapour Lions    | 33  | 16 |   |   |   |    |    |      |
| 4    | Johor FA           | 32  | 16 |   |   |   |    |    |      |
| 5    | Terengganu FA      | 31  | 16 |   |   |   |    |    |      |
| 6    | Perlis FA          | 29  | 16 |   |   |   |    |    |      |
| 7    | Kelantan FA        | 28  | 16 |   |   |   |    |    |      |
| 8    | Kedah FA           | 28  | 16 |   |   |   |    |    |      |
| 9    | Selangor FA        | 27  | 16 |   |   |   |    |    |      |
| 10   | Sabah FA           | 19  | 16 |   |   |   |    |    |      |
| 11   | Perak FA           | 17  | 16 |   |   |   |    |    |      |
| 12   | Brunei FA          | 17  | 16 |   |   |   |    |    |      |
| 13   | Penang FA          | 17  | 16 |   |   |   |    |    |      |
| 14   | Sarawak FA         | 16  | 16 |   |   |   |    |    |      |
| 15   | ATM FA             | 11  | 16 |   |   |   |    |    |      |
| 16   | Negeri Sembilan FA | 5   | 16 |   |   |   |    |    |      |
| 17   | Melaka FA          | 2   | 16 |   |   |   |    |    |      |

|  | Qualification pour la Coupe d'Asie des clubs champions 1988-1989 Qualification pour la phase finale de la Coupe de Malaisie |
|  | Qualification pour la phase finale de la Coupe de Malaisie                                                                  |
|  | T : Tenant du titre |

## Bilan de la saison
| Championnat de Malaisie de football 1987   |                       |
| Champion                                   | Pahang FA (1er titre) |
| Coupes et trophées                         |                       |
| Vainqueur de la Coupe de Malaisie 1987     | Kuala Lumpur FA       |
| Qualifications continentales               |                       |
| Coupe d'Asie des clubs champions 1988-1989 | Pahang FA             |